# Feng Yunshan
Feng Sunshan (馮雲山) (? - mai 1852) fonda en 1844 la « Société des Adorateurs de Dieu », qui fut à l'origine de la révolte des Taiping, qui, entre 1850 et 1864, mis en grande difficulté la dynastie des Qing, qui régnait alors sur la Chine.
Il a été parmi les premiers convertis de Hong Xiuquan à l’interprétation du christianisme de Hong.
Il joua un grand rôle dans l'organisation initiale des Taiping, dont il fut l'un des chefs, sous le nom de « Roi du Sud » (Nan Wang), jusqu'à ce qu'il soit tué par les Qing en mai 1852.